# Peter Pappenheim
Peter Pappenheim (ur. 19 grudnia 1926 w Amsterdamie, zm. w 2021) – holenderski narciarz alpejski, uczestnik Zimowych Igrzysk Olimpijskich 1952 w Oslo, ekonomista.

## Życie prywatne
Urodził się 19 grudnia 1926 roku w Amsterdamie. Lata 1932–1947 spędził na emigracji w Szwajcarii. Ukończył niemieckojęzyczną szkołę podstawową i francuskojęzyczną szkołę średnią. Przez rok studiował na Uniwersytecie Technicznym w Delfcie, a następnie przeniósł się na Uniwersytet Erazma w Rotterdamie, gdzie ukończył studia ekonomiczne.

## Kariera zawodowa
Po ukończeniu studiów, przez dwa lata był asystentem profesora ekonomii matematycznej, a przez pięć lat pracował na pełny etat w Departamencie Badań Ekonomicznych Urzędu Statystycznego. W latach 1959–1986 był kierownikiem badań rynku, prognozowania, planowania i organizacji handlowej.
Był członkiem holenderskiej partii politycznej Demokraci 66. Przez pięć lat był członkiem komisji do spraw polityki dochodów w Radzie Społeczno-Ekonomicznej (niderl. Sociaal-Economische Raad).

## Kariera sportowa

### Igrzyska olimpijskie
Pappenheim wziął udział w trzech konkurencjach alpejskich podczas zimowych igrzysk olimpijskich w 1952 roku – w zjeździe, slalomie gigancie i slalomie. Najwyższe, 48. miejsce zajął w zjeździe. We wszystkich trzech konkurencjach startował także młodszy brat Petera Pappenheima – Hendrik.
| Rok i miejsce | Konkurencja   | Wynik  | Miejsce | Strata | Zwycięzca        | Źródło |
| ------------- | ------------- | ------ | ------- | ------ | ---------------- | ------ |
| 1952, Oslo    | zjazd         | 3:05,7 | 48.     | 24,9   | Zeno Colò        | [ 5 ]  |
| 1952, Oslo    | slalom gigant | 3:15,1 | 70.     | 50,1   | Stein Eriksen    | [ 6 ]  |
| 1952, Oslo    | slalom        | 1:22,6 | 68.     | 37,4   | Othmar Schneider | [ 7 ]  |